# Sankt Michaelisdonn
Sankt Michaelisdonn település Németországban, Schleswig-Holstein tartományban. Lakosainak száma 3533 fő (2023. december 31.).

## Népesség
A település népességének változása:
| Lakosok száma | 3227 | 3417 | 3410 | 3498 | 3541 | 3533 |
|               | 1975 | 2017 | 2019 | 2021 | 2022 | 2023 |